# Braunsia enderleini
Braunsia enderleini är en stekelart som beskrevs av Gyöö Viktor Szépligeti 1908. Braunsia enderleini ingår i släktet Braunsia och familjen bracksteklar. Inga underarter finns listade.